# Mas Safont (Vilanant)
El Mas Safont és una masia de Vilanant (Alt Empordà) inclosa a l'Inventari del Patrimoni Arquitectònic de Catalunya.

## Descripció
Masia situada als afores del nucli de Taravaus. Construcció de planta rectangular amb coberta de teula a dues vessants. Consta de planta baixa, pis i golfes. A les façanes s'observa l'aparell de pedruscall usat en la construcció, amb grans carreus de pedra ben escairada emmarcant les obertrues, que són allindades. A aquest cos principal del mas s'han anat afegint altres edificis.